# Walther Schreiber

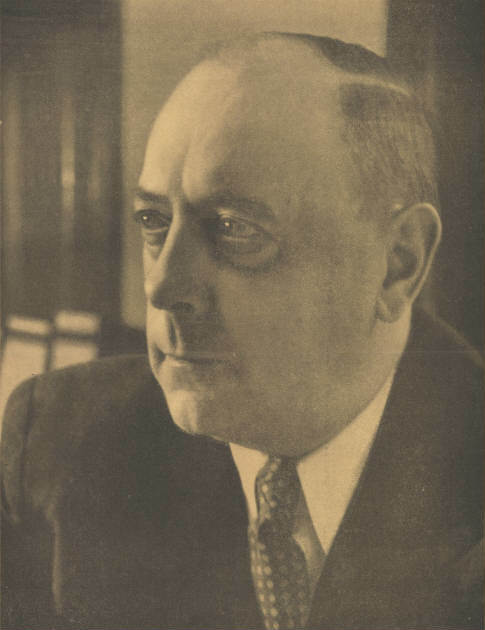
Walther Schreiber (ca. 1950)

Walther Carl Rudolf Schreiber (* 10. Juni 1884 in Pustleben im Kreis Nordhausen; † 30. Juni 1958 in West-Berlin) war ein deutscher Politiker. In der Weimarer Republik war er Mitglied der Deutschen Demokratischen Partei (DDP), von 1919 bis 1933 Abgeordneter im Preußischen Landtag sowie von 1925 bis 1932 preußischer Handelsminister. Nach dem Zweiten Weltkrieg war er Mitbegründer der CDU, von 1947 bis 1952 deren Landesvorsitzender in (West-)Berlin und vom 22. Oktober 1953 bis zum 11. Januar 1955 Regierender Bürgermeister von Berlin.

## Leben
Als Sohn eines Rittergutsbesitzers besuchte er das Gymnasium in Weimar. In München, Halle, Berlin und Grenoble studierte er Rechts- und Staatswissenschaften und wurde 1910 in Halle zum Dr. jur. promoviert. Von 1911 bis 1925 arbeitete er als Rechtsanwalt und Notar in Halle (Saale). Im Ersten Weltkrieg kriegsfreiwilliger Offizier, wurde er im November 1918 in den Soldatenrat bei der Obersten Heeresleitung gewählt. 
Als Mitglied der Deutschen Demokratischen Partei (DDP) war er von 1919 bis 1933 Mitglied des Preußischen Landtages, wo er zeitweilig als Geschäftsführer bzw. Vorsitzender seiner Fraktion fungierte. In der preußischen Staatsregierung des kurzzeitigen Ministerpräsidenten Wilhelm Marx übernahm Schreiber am 18. Februar 1925 – als mit 40 Jahren damals jüngster Minister – das Ministerium für Handel und Gewerbe. Dieses führte er auch im nachfolgenden Kabinett Braun III bis zu dessen Entmachtung durch den „Preußenschlag“ im Juli 1932. Nach der Machtübernahme der Nationalsozialisten musste er sich aus der Politik zurückziehen und wurde 1934 wieder als Rechtsanwalt und Notar zugelassen. Über Julius Leber hatte er Verbindung zum antifaschistischen Widerstand.
Nach dem Zweiten Weltkrieg wurde Schreiber Christdemokrat und Mitbegründer der CDU am 26. Juni 1945 in Berlin. Als Stellvertreter von Andreas Hermes war er von Juli bis Dezember 1945 Zweiter Vorsitzender der CDU in der Sowjetischen Besatzungszone. Da er die Bodenreform ablehnte, setzte ihn die Sowjetische Militäradministration (SMAD) ebenso wie Hermes von der Parteiführung ab. Schreiber wurde 1946 in die Stadtverordnetenversammlung von Groß-Berlin gewählt, wo er bis 1948 als Stellvertreter des Stadtverordnetenvorstehers amtierte. Die Berliner CDU wählte ihn 1947 zum Landesvorsitzenden. Während der Teilung Berlins ging Schreiber in den Westteil der Stadt. 
Bei der Wahl zum Berliner Abgeordnetenhaus 1950 war er Spitzenkandidat seiner Partei. Während die SPD mit 44,7 % die absolute Mandatsmehrheit nur um zwei Sitze verfehlte, erreichte die CDU 24,6 % der Stimmen und die FDP 23,0 %. Ernst Reuter, bis dato amtierender Regierender Bürgermeister, war bemüht, die bisherige Drei-Parteien-Koalition aus SPD, CDU und FDP fortzuführen, was zwar auf Zustimmung der CDU stieß, jedoch Schreiber nicht daran hinderte, sich dem Abgeordnetenhaus neben Reuter zur Wahl zu stellen. Beide erhielten je 62 Stimmen. Um nicht, wie von der Verfassung für diesen Fall vorgesehen, das Los entscheiden zu lassen, verzichtete Schreiber zugunsten Reuters und wurde dessen Stellvertreter. 
Nach Reuters Tod am 29. September 1953 zerbrach die Koalition, die SPD ging in die Opposition und Schreiber wurde am 22. Oktober von einer CDU-FDP-Koalition zum Regierenden Bürgermeister gewählt. Während seiner 15-monatigen Amtszeit setzte er sich für eine rechtliche und wirtschaftliche Angleichung der Westsektoren Berlins an die Bundesrepublik Deutschland ein. Bei der Wahl 1954 steigerte sich die CDU zwar auf 30,4 % der Stimmen, jedoch sackte die FDP auf 12,8 % der Stimmen ab. Die SPD erhielt 44,6 %, was zum Gewinn der absoluten Mandatsmehrheit ausreichte. Die SPD ging eine Große Koalition mit der CDU ein und neuer Regierender Bürgermeister wurde Otto Suhr (SPD). Schreiber zog sich daraufhin aus der aktiven Politik zurück und wurde im April 1955 zum Ehrenvorsitzenden der West-Berliner CDU gewählt.

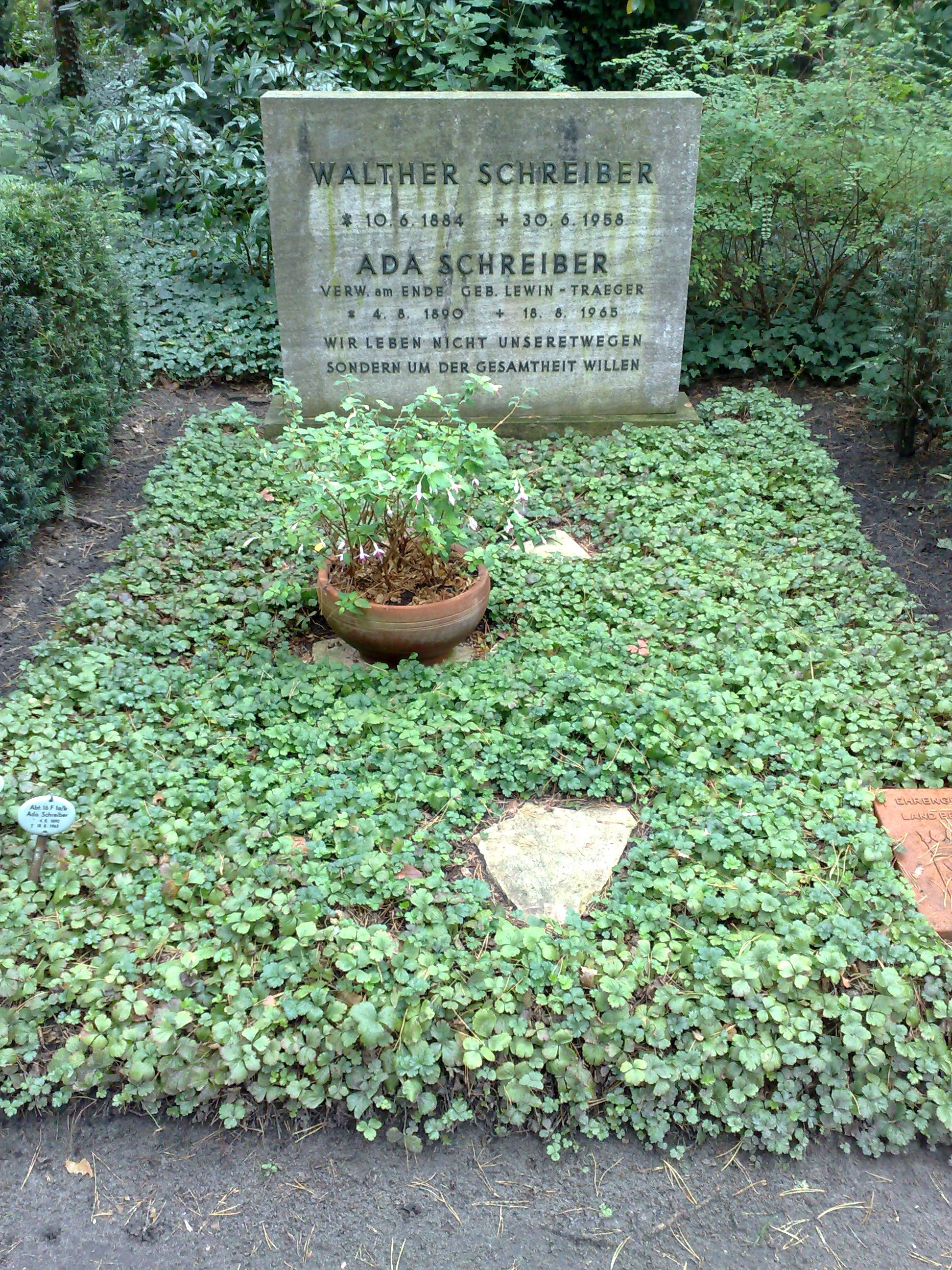
Schreibers Grab auf dem Waldfriedhof Dahlem

Schreiber ist auf dem Waldfriedhof Dahlem bestattet. Sein Grab ist als Ehrengrab der Stadt Berlin gewidmet.
Der Walther-Schreiber-Platz an der Grenze zwischen Steglitz und Friedenau wurde 1958 nach ihm benannt. Dort wurde 1971 der U-Bahnhof Walther-Schreiber-Platz eröffnet.